# Anuvratas
Les Anuvratas sont les vœux des laïcs dans le jaïnisme. Appelés vœux mineurs, ils sont le verso des Mahavratas: les vœux dits majeurs: ceux des religieux: les moines-ascètes. Ils reprennent d'ailleurs les vœux majeurs même s'ils se veulent moins rigoureux dans leur application.
Les Anuvratas sont:
1. L'Ahimsa: la non-violence;
2. Le Satya: l'honnêteté;
3. L'Acaurya: le non-vol;
4. Le Brahmacharya: la chasteté;
5. L'Aparigraha: le non-attachement.

Trois vœux dits multiplicateurs, les Guna vratas s'y rajoutent:
1. Le Diga vrata: la limitation des mouvements dans un but de non-violence envers toutes les formes de vie notamment;
2. Le Bhogopabhoga-parimana vrata: la limitation de l'usage de certains objets et de certaines questions dans un but pacifiste et écologiste;
3. L'Anaryhadanda vrata: ne pas pratiquer certaines activités ou dire certaines paroles; par exemple ne pas jouer à des jeux d'argent.

Les Siksa Vratas sont une autre série, de quatre vœux pris par les laïcs mais généralement limités dans le temps:
1. Le Samayika vrata: suivre des méditations, le soir plutôt, pour garder un mental équilibré;
2. Le Podadhoppavasa vrata: des jeûnes lors des jours fériés;
3. Le Dana vrata: une charité régulière envers les mendiants;
4. Le Desavakasika vrata: la limitation des kilomètres parcourus: ne pas voyager plus que besoin; ne pas aller plus loin que le temple pour se détacher des activités mauvaises.